# Tengu

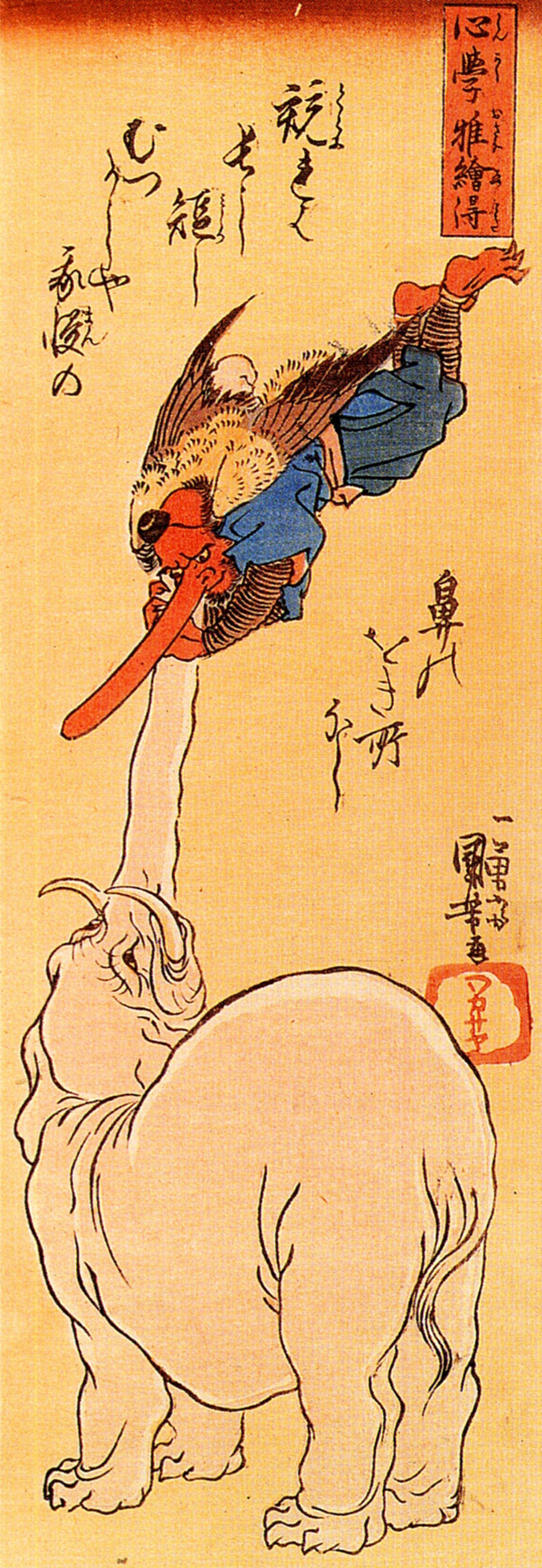
Elefante che cattura un tengu volante, di Utagawa Kuniyoshi.

I tengu (天狗?) sono un tipo di creature fantastiche dell'iconografia popolare giapponese, a volte considerati kami e a volte yōkai. Sono spesso associati ad altri yōkai, gli oni.

## Aspetto e varianti
I tengu assumono varie forme, ma generalmente sono rappresentati come uomini-uccello, demoni-corvo dotati di un lungo naso prominente o addirittura di becco, con ali sulla testa e capelli spesso rossi. Quelli meno potenti, karasu tengu (烏天狗?), kotengu (小天狗?) o konohatengu (木の葉天狗?), sono ritratti come più simili agli uccelli. La faccia può essere rossa, verde o nera, e le loro orecchie e capelli sono generalmente umani. Sono dotati di ali che battono rapidamente come quelle di un colibrì. Ali e coda sono piumate, e talvolta lo è tutto il corpo. Possono portare un pastorale buddhista con anelli in cima detto shakujo, che serve a combattere o a difendersi dalla magia oscura.
Gli yamabushi tengu (山伏天狗?), ōtengu (大天狗?) o daitengu sono più umani dei loro cugini karasu: sono alti con pelle e faccia rossa, ma hanno un naso incredibilmente lungo. Spesso sono usati nelle storie per parodiare il buddhismo. Portano un bastone (bō) o un martellino. Anche loro talvolta hanno caratteristiche aviarie, come ali o un mantello di piume. Secondo alcune leggende hanno dei ventagli hauchiwa, fatti con piume o foglie di Aralia japonica, e li usano per controllare la lunghezza del naso o scatenare fortissime raffiche di vento.
Dei tengu atipici sono il Guhin, simile a un cane, e lo Shibatengu, simile a un kappa.
I tengu possono trasformarsi in animali (uccello, volpe, o cane procione; nota che questi ultimi due sono a loro volta capaci di fare lo stesso (vedi kitsune e tanuki)), o esseri umani, anche se generalmente mantengono alcune caratteristiche del loro aspetto, come un naso particolarmente lungo o una costituzione simile ad un uccello.
I tengu sono quasi sempre ritratti vestiti come eremiti di montagna (yamabushi), monaci buddhisti o sacerdoti shintoisti. Anche se sono dotati di ali e possono volare, generalmente sono anche in grado di teletrasportarsi magicamente.

## Abitudini
I tengu abitano le montagne del Giappone, e preferiscono fitte foreste di pini e crittomerie. Sono specialmente associati ai monti Takao e Kurama. La terra dei tengu è anche chiamata Tengudō, che può corrispondere ad una locazione geografica, una parte di un regno demoniaco, o semplicemente un nome per ogni accampamento di tengu.
Le leggende spesso descrivono la società dei tengu come gerarchica: i karasu fungono da servi e messaggeri degli yamabushi, e in capo a tutti c'è un re dai capelli bianchi, Sōjōbō, che vivrebbe sul monte Kurama. Inoltre, molte aree del Giappone si dicono infestate da tengu con altri nomi, spesso anche venerati nei templi. Sebbene siano sempre raffigurati come maschi, i tengu depongono uova.
I konoha-tengu sono associati a Sarutahiko, il dio Shintō degli incroci, dei sentieri e del superamento degli ostacoli. L'associazione nasce probabilmente dal lungo naso del dio simile ad una proboscide. Secondo altri studiosi però i tengu deriverebbero dal dio Susanoo. Le loro caratteristiche aviarie li avvicinano inoltre anche ai garuḍa della mitologia buddhista.
I tengu sono creature capricciose, e le leggende li descrivono a volte benevoli e a volte malvagi. Talvolta si divertono a giocare scherzi pesanti, come appiccare fuochi a foreste o porte di templi, o addirittura mangiare le persone (molto raro). I tengu amano camuffarsi da viandanti umani, assumendo forme amichevoli, come eremiti itineranti. Dopo aver guadagnato la fiducia della vittima (nelle leggende spesso monaci buddhisti), i tengu ci giocano, ad esempio facendola volare o immergendola in un'illusione, che sono esperti a creare. Oppure, i tengu la rapiscono, pratica nota come kami kakushi o tengu kakushi, rapimento divino o da tengu. Le vittime spesso si svegliano molto lontano senza alcuna memoria del tempo trascorso. Le sparizioni di bambini sono spesso attribuite ai tengu, soprattutto se sono poi ritrovati in stato confusionale. I tengu possono anche comunicare con gli umani per telepatia, e sono talvolta accusati di possessione demoniaca o controllo della mente. Grazie ai loro scherzi malvagi, la gente talvolta lascia loro delle offerte, generalmente riso o pasta di fagioli, per ingraziarseli.

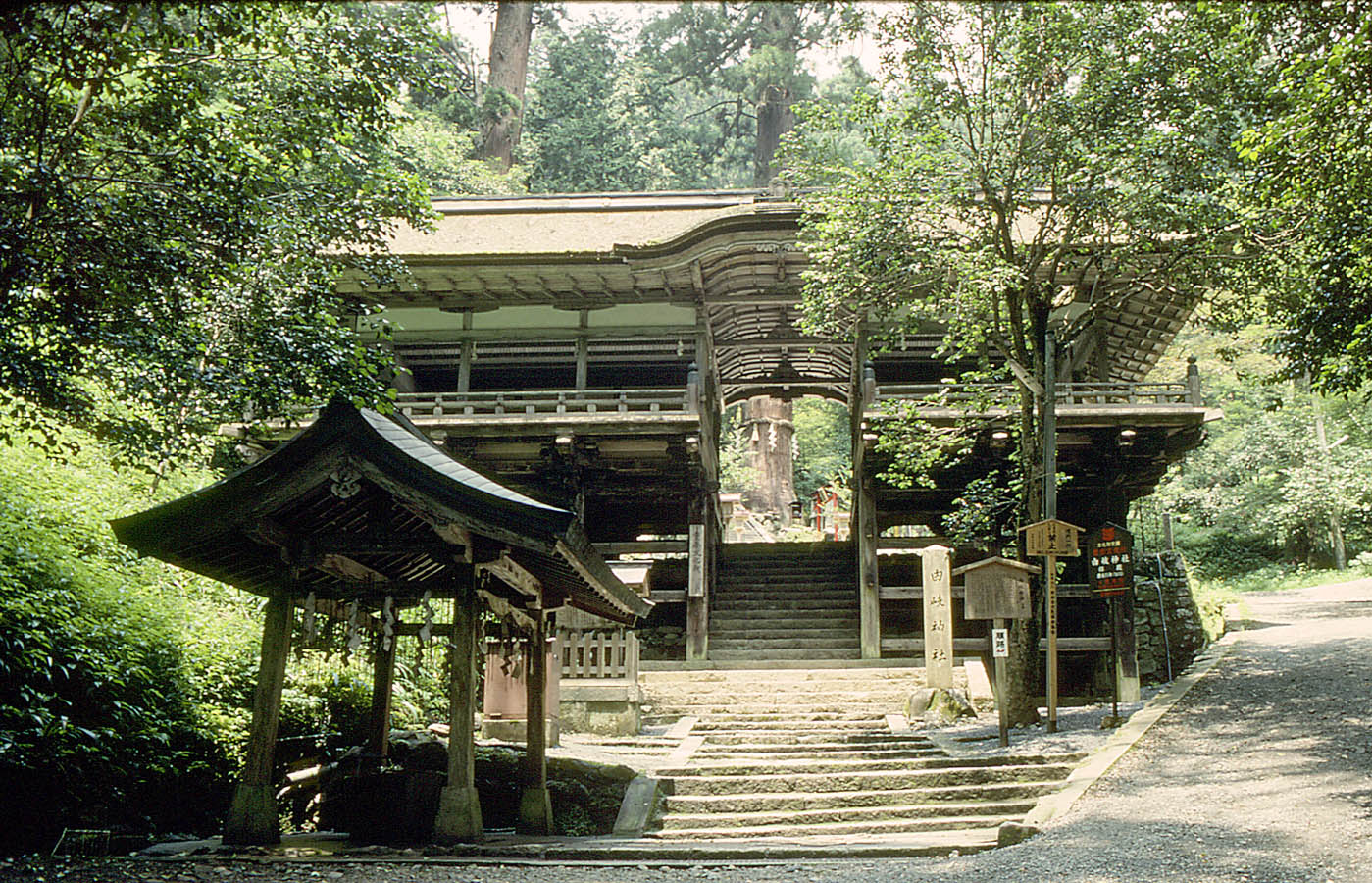
Kurama-dera, un tempio tra le montagne di Kyoto.

I tengu sono orgogliosi, vendicativi, facili all'ira, particolarmente intolleranti verso gli arroganti, i blasfemi, coloro che abusano del loro potere e della loro conoscenza per tornaconto personale, e coloro che arrecano danno alle foreste in cui essi abitano. Questa particolarità li spinge a provocare monaci e sacerdoti, e in epoca antica samurai: secondo alcune tradizioni gli arroganti si reincarnano in tengu. Talvolta gli si attribuisce un istinto politico, e si immischiano negli affari dell'umanità per impedirle di diventare troppo potente o pericolosa. Nonostante la loro intolleranza verso questo attributo, i tengu sono noti per essere egoisti, da cui la locuzione tengu ni naru ("diventare un tengu"), cioè fare il vanitoso. In almeno una leggenda si afferma che i tengu che si comportano altruisticamente possono reincarnarsi in esseri umani.
I tengu non sono immortali, ma un tengu gravemente ferito può trasformarsi in un uccello, spesso corvo o rapace, e volare via. I tengu sono esperti di arti marziali, tattica, e ottimi armaioli: talvolta insegnano parte del loro sapere ad esseri umani, ad esempio l'eroe Minamoto no Yoshitsune imparò il kenjutsu, tirar di scherma con la tachi (dopo il XVI secolo con la katana), dal re dei tengu, Sōjōbō. In realtà non è necessario che lo studente incontri il tengu di persona, perché il tengu può insegnare nei sogni. La maschera nera indossata dai ninja è chiamata tengu-gui proprio per l'associazione dei tengu con il combattimento.

## Origini
Il mito dei tengu è stato probabilmente importato dalla Cina: il loro nome è scritto con gli stessi kanji del cinese Tiangou (天狗S, TiāngǒuP, lett. ""cane del cielo""), il nome di Sirio nell'astrologia cinese, e forse il nome dato a una meteora dalla coda di cane che precipitò in Cina nel VI secolo a.C. Di fatto, in Cina si sviluppò un'intera classe di demoni di montagna chiamati tiangou, molto simili ai tengu giapponesi nel loro comportamento maligno. Questi tiangou furono probabilmente introdotti in Giappone dai primi buddhisti nel VI-VII secolo, e lì si fusero con gli spiriti indigeni dello Shinto. Le prime leggende di tengu parlano solo dei karasu, quasi invariabilmente maligni. Diventano sempre più umanoidi col passare del tempo, e anche meno malvagi. I tengu simili a monaci sono quelli più spesso rappresentati nell'arte, ma questa è una delle varianti più recenti, probabilmente nata dalla fusione di storie di yamabushi dotati di poteri magici e di tengu di montagna.
Durante l'epoca feudale giapponese, la corruzione dilagò tra il clero buddhista. Fu durante questo periodo che i tengu cominciarono a punire i blasfemi, e questa associazione li rese i protagonisti ideali per gli autori del periodo Kamakura che volevano criticare in sicurezza i vizi del clero. I monaci di montagna (yamabushi) erano visti dal popolo come un baluardo alla corruzione, e questo spiega come i tengu assunsero il loro attuale aspetto yamabushi.
Durante il periodo Edo, i mercanti olandesi erano gli unici europei a cui era consentito entrare in Giappone, ed è stato suggerito che i tengu yamabushi, con occhi grandi e nasi lunghi, possano aver avuto origine dai contadini che pensavano che quegli stranieri dall'aspetto inconsueto fossero mostri travestiti. Alla fine dell'epoca Edo, ufficiali governativi affiggevano avvisi in cui intimavano ai tengu di lasciare la zona prima di ogni visita dello shōgun.
Una favola molto nota parla di due tengu seduti in cima ad una montagna che possono estendere il loro naso a grandi distanze, seguendo gli allettanti odori provenienti dal villaggio sottostante. Un gran numero di storie prevede un ventaglio, ricevuto in dono o comprato da un tengu, sventolando il quale è possibile cambiare la lunghezza del proprio o dell'altrui naso, magicamente ma non permanentemente.

## Tengu nella cultura di massa

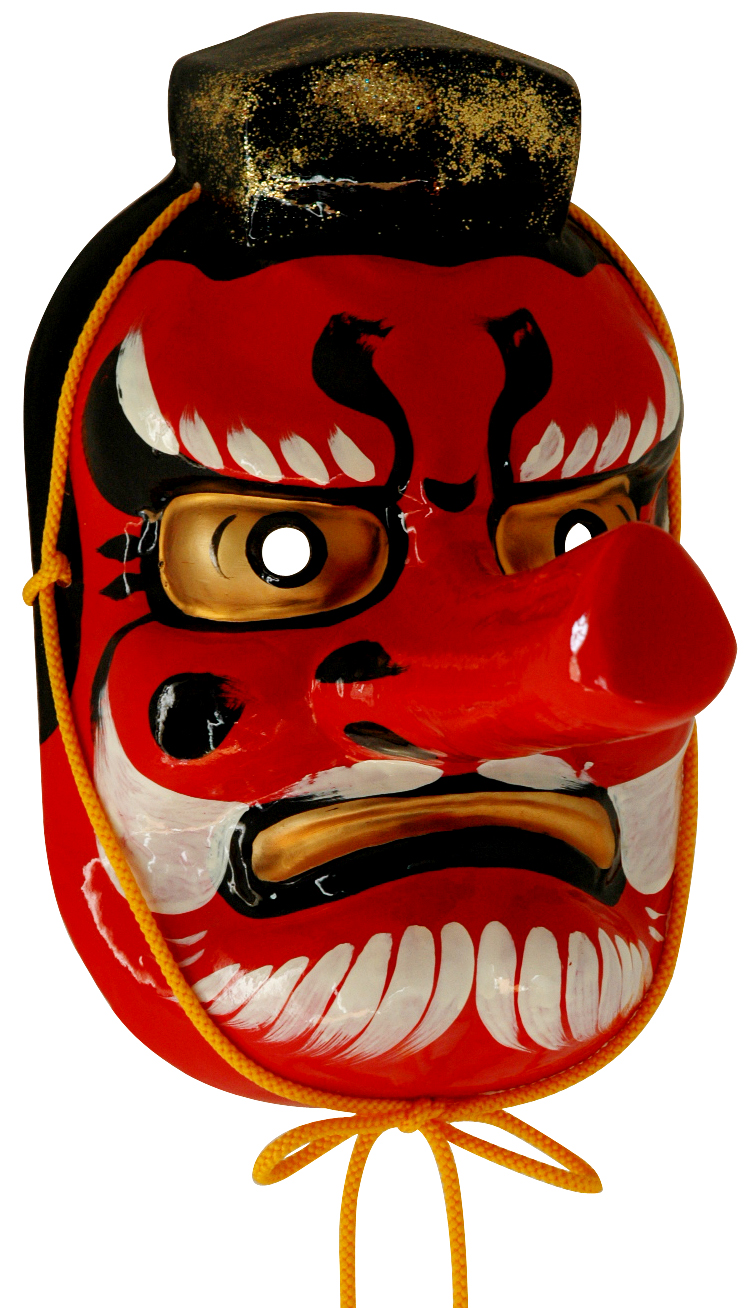
Yamabushi Tengu

A causa della loro ambigua moralità nei racconti giapponesi, i tengu sono rappresentati sia come cattivi che come buoni nei media giapponesi e in lavori occidentali ivi ambientati.
- Tengu cattivi appaiono in molti videogiochi, tra cui Dead or Alive 2, Guild Wars, Ragnarok Online, Mega Man 8, Sekiro: Shadows Die Twice, Nioh, Nioh 2 e Ghost of Tsushima. In Occidente, un cattivo nel romanzo di Wen Spencer Tinker ne è un altro esempio. Un mostro ispirato a un tengu era anche un cattivo in Mighty Morphin Power Rangers.
- In Dead or Alive 5 Ultimate: Arcade appare un tengu di sesso femminile, Nyotengu (letteralmente "tengu femmina"), che non presenta caratteristiche negative.
- Alcune opere invece rappresentano i tengu come buoni e benefici. Una testa volante di tengu è il protagonista del gioco Famicom Abarenbō Tengu, ad esempio, e una tengu femmina è un personaggio giocabile in due recenti giochi di Tōhō.
- Nella serie di videogiochi fanmade Touhou Project, i personaggi Aya Shameimaru, Momiji Inubashiri, Hatate Himekaidou e Megumu Iizunamaru sono tengu.
- Allo stesso modo, in alcune opere non sono né buoni né cattivi, come il mostro Kenku di Dungeons & Dragons; nel manga Tactics compare un tengu descritto come malvagio e crudele, che pure assiste volentieri il protagonista, un sacerdote Shinto. Nel videogioco Art of Fighting l'ultimo avversario da affrontare porta proprio una maschera da tengu, e una volta sconfitto e smascherato si scopre che non si tratta di un malvagio.
- Nel manga Ushio e Tora, i tengu (Ibuki e Gurashi) dalla testa di uccello, ricoprono il ruolo di guardie del corpo rispettivamente del Signore dei demoni dell'Est e dell'Ovest del Giappone. E lo stesso Signore dell'Est ha le caratteristiche tipiche di un tengu: naso lungo, ali, bastone, ventaglio ecc.
- Ne La stirpe delle tenebre compaiono dei tengu del monte Kurama.
- Un tengu medico appare poi nel manga Mikami - Agenzia acchiappafantasmi: possiede una medicina che può guarire i demoni, però per ottenerla bisogna batterlo in duello.
- Nella serie manga e anime Detective Conan c'è un caso d'omicidio legato alla leggenda del tengu.
- Nel manga Lamù il personaggio di Kurama è ispirato ai tengu. Kurama è la principessa dei tengu, ha l'aspetto di una ragazza un po' sadica con un paio di ali da corvo poste dietro la sua testa e possiede un ventaglio a forma di foglia con il quale è in grado di creare forti raffiche di vento. Anche il nome del personaggio, preso da uno dei monti che costituiscono l'habitat dei tengu, è legato a queste figure mitologiche. I suoi sudditi hanno l'aspetto di piccoli corvi antropomorfi.
- Il Pokémon Shiftry è chiaramente ispirato ad un tengu nell'aspetto (naso lungo, piedi a forma di zoccolo giapponese e mani formate da ventagli di foglie) e nel nome originale giapponese Dātengu (ダーテング?).
- Un gruppo di sei Karasu Tengu sono presenti nel manga XxxHOLiC delle autrici CLAMP. Compaiono come difensori della Zashiki-warashi, armati di un enorme ventaglio e muniti di skateboard volanti. Due di loro hanno anche degli occhiali da sole. Attaccano chiunque faccia piangere la loro padrona.
- Un tengu aggressivo e fisicamente imponente appare come boss in una missione del manga Gantz. È uno dei mostri più forti in assoluto tra quelli che appaiono nel fumetto ed è a capo di un vasto numero di yōkai, assieme ad una Kitsune e ad un Nurarihyon.
- Nel romanzo Il giro del mondo in 80 giorni, il servo di Phileas Fogg, Passepartout, trova lavoro in un circo giapponese che lo impiega in un numero acrobatico che prevede il travestimento da tengu, con tanto di maschera, ali e naso lungo.
- Nel manga Rosario + Vampire il personaggio Haiji è un tengu con forma ibrida tra corvo e uomo. È in grado di creare attacchi di vento sferrando pugni e adora le ragazzine poco sviluppate come Kokoa.
- Nel manga Naruto, l'aspetto dei Susanoo, enormi guerrieri di chakra evocabili da alcuni membri del clan Uchiha, è chiaramente ispirato a quello di un tengu. Infatti, il Susanoo di Sasuke è rappresentato con becco di uccello e un corpo piumato, il Susanoo di Itachi con un naso aguzzo e prominente, mentre il Susanoo di Madara ha l'aspetto del tengu classico con lunghi capelli, aspetto antropomorfo e un lungo naso.
- Nel videogioco Mini Ninjas, l'eroe ninja apprende le tecniche di combattimento dai tengu nei templi lungo la foresta.
- Nel MMORPG EVE Online, Tengu è una nave di classe cruiser appartenente alla fazione Caldari.
- I tengu compaiono anche nel manga ed anime Kamisama Kiss, come uomini con ali nere da corvo, che vivono sul monte Kurama. Nell'anime uno di questi Tengu discende dalla montagna e si ambienta nella società umana divenendo un cantante molto famoso con il nome di Kurama.
- I tengu appaiono anche nel manga e nell'anime di Demon Slayer - Kimetsu no yaiba, in cui un eremita con una maschera da tengu insegna al protagonista l'arte della katana e a saper difendersi.
- Nel videogioco Monster Hunter Rise è presente un mostro chiamato Bishaten il cui aspetto è basato su quello dei Tengu.
- Chris Fehn, in passato percussionista della band americana Slipknot, durante i concerti e le apparizioni in pubblico portava una maschera che poteva essere ricollegata sia a Pinocchio che a un Tengu.
- Nel manga e nell'anime One Piece, nell'arco narrativo di Wano, il tutore di Kurozumi Tama ha una maschera tengu.
- Nella serie del 2003 delle Tartarughe Ninja, Shredder è in realtà un demone Tengu[1]